# Svartbent seriema
Svartbent seriema (Chunga burmeisteri) är en fågel i familjen seriemor inom ordningen seriemor.

## Utbredning och systematik
Svartbent seriema placeras som enda art i släktet Chunga. Den förekommer i chaco från Paraguay och angränsande Bolivia till centrala Argentina.

## Status
Arten har ett stort utbredningsområde och beståndet anses stabilt. Internationella naturvårdsunionen IUCN listar den därför som livskraftig (LC).